# Somali Youth League
Somali Youth League (SYL) bildades den 13 maj 1943 i Mogadishu, Somalia.

Somali Youth Leagues flagga.

Visionen byggde på att ena de somaliska folket. De värvade snabbt religiösa ledare, gendarmeriet och junioradministrationen. Efter att Brittiska Somaliland och Italienska Somaliland blivit självständigt enades de i det gemensamma landet Republiken Somalia den 1 juli 1960. SYL bildade då regering tillsammans med Somali National League, SNL, som hade sitt starkaste stöd i landets norra delar. SYL kom därefter att vinna de två valen år 1964 och år 1969.
Strax efter valet år 1969 mördades partiets ledare, Abdirashid Ali Shermake, av sin egen livvakt efter att strider brutit ut efter valet. Strax därefter skedde en militärkupp och makten övertogs av ett militärt råd under ledning av generalmajor Mohammad Siyad Barre.